# Pseudoxylomoea laetrina
Pseudoxylomoea laetrina là một loài bướm đêm trong họ Noctuidae.